# Мочилки (Ульяновская область)
Мочилки — поселок в Тереньгульском районе Ульяновской области. Входит в состав Ясашноташлинского сельского поселения.

## География
Находится на расстоянии примерно 18 км по прямой на северо-восток от районного центра поселка Тереньга и в 43 км от Ульяновска.

## История
Посёлок гарнизона воинской части 40035 (база хранения боеприпасов Советского, а затем и Российского флота). В 2020 году воинскую часть расформировали. 

## Население
Население было не учтено в 2002 году, 381 по переписи 2010 года.